# Helen G. Edmonds
Helen G. Edmonds   (Lawrenceville, 3 de desembre de 1911 - Hospital Universitari Duke i Durham, 9 de maig de 1955) fou una historiadora i líder cívica afroamericana estatunidenca. Fou la primera dona negra que es va doctorar a la Universitat Estatal d'Ohio.

## Biografia
Edmonds va néixer el 3 de desembre de 1911 a Lawrenceville, Virgínia. Els seus pares foren John Edward i Ann Williams Edmonds. Va tenir un germà, Harry i una germana, Lucille. Va estudiar a l'institut de Saint Paul i a la universitat júnior de Lawrenceville.
Edmonds va estudiar a la Universitat Estatal Morgan deBaltimore, on es va graduar en història el 1933. El 1946 va esdevenir la primera dona negra que es va doctorar a la Universitat Estatal d'Ohio. La seva dissertació, The Negro and Fusion Polítics in North Carolina, 1894-1901, va esdevenir el seu primer llibre publicat el 1951. Entre el 1954 i el 1955 va fer la seva recerca postdoctoral a la Universitat de Heidelberg a Alemanya Occidental.

## Carrera professional
Entre el 1934 i el 1935 fou professora d'història, llatí i grec a la Universitat Virginia Theological Seminary de Lynchburg, Virgínia. El 1941 començà a ser professora de la Universitat Central de Carolina del Nord; en va ser fins a la seva jubilació el 1977. Va gaudir de moltes posicions en aquesta institució; entre el 1941 i el 1977 en fou professora, fou directora del departament d'història entre el 1963 i el 1964 i fou degana de l'escola d'arts i ciències entre el 1964 i el 1971. El 1989 es va nombrar una aula amb el seu nom per honorar-la.
Durant la seva carrera, Edmonds va fer conferències a més de 100 universitats del país i de l'estranger. Durant la seva vida va rebre vuit honoris causa.

## Servei cívic i activitats polítiques
Edmonds fou una membre activa del Partit Republicà. A la Convenció Nacional Republicana de 1956 va secundar la nominació de Dwight D. Eisenhower, cosa que la va convertir en la primera dona negra que va secundar una nominació d'un candidat a la presidència dels Estats Units.
El 1970, Edmonds fou delegada de l'Assemblea General de les Nacions Unides. Va presidir la delegació dels Estats Units al Tercer Comitè de les Nacions Unides, i va ser fixat pel Consell del Cos de Pau pel President Richard Nixon.

## Mort
Edmonds morí a l'hospital universitari Duke de Durham, Carolina del Nord el 9 de maig de 1995, a l'edat de 83 anys.

## Obres
- Helen G. Edmonds The Negro and Fusion Politics in North Carolina, 1894-1901.  University of North Carolina Press, 1951. ISBN 1469610957.
- Helen G. Edmonds Black Faces in High Places: Negroes in Government.  Harcourt Brace Jovanovich, 1971. ISBN 9780153710735.

## Premis
- Professora distingida de la North Carolina Central University[1]
- Vuit honoris causa[2]
- Premi de la distinció escolar per la American Historical Association[4]
- Distingida com dona de Carolina del Nord[4]
- 1975 – O. Max Gardner Premi per la "greatest contribution to the welfare of the human race" (la contribució més important pel benestar de la raça humana)[7]
- 1977 – La conferència anual anomenada Helen G. Edmonds Graduate Colloquium of History fou establerta per antics estudiants seus.[7]
- 1982 – Premi Candance en història[8]